# Ad Roland
Ad Roland, geboren als Aart van Schenkhof (Achterberg, 29 december 1945), door radioluisteraars ook wel Adje Roland of Adje Patatje genoemd, is een Nederlands voormalig radiodiskjockey. Hij bereikte in de jaren zeventig en tachtig met zijn radioprogramma's voor de TROS miljoenen luisteraars. Na zijn succesvolle periode als programmamaker en als diskjockey, vonden zijn werkzaamheden in radioland meer dan dertig jaar achter de schermen plaats. Hij werd in de radiobranche destijds gezien als de jongeman die de eerste transitie van luistergedrag – naar passief secundair luisteren – doorzag en later de man die nieuwe onderzoeksmethoden ontwikkelde, zoals die waarmee men de perceptie van elk gewenst radioprogramma nauwkeurig per luisteraar in beeld kon brengen. Hij werd de meest gevraagde radioconsultant van Europa.

## Biografie

### Beginperiode bij de radio
Ad Roland groeide, net als velen van zijn generatie, als tiener op met de opkomende rock-'n-roll en de programma's van Radio Luxemburg op de 208 meter middengolf. Het was hem duidelijk, dat zijn interesse bij het medium radio lag. Halverwege de jaren zestig raakte hij betrokken bij Minjon, het jongerenprogramma van de AVRO. Dat was in die tijd de bakermat voor beginnend radiotalent. Hij ervoer aan den lijve, dat bij de Nederlandse publieke omroep destijds niet voldoende kennis en ervaring over de toekomstige muziekradio beschikbaar was.

### Start bij NOS
In 1968 was hij na lang zoeken in het bezit gekomen van dat wat in Nederland niet bestond, universitaire documentatie (uit de Verenigde Staten) over het medium radio. De documentatie bevatte analyses over de opzet, de filosofie en de marketing erachter. Ad ontpopte zich reeds in die jaren tot iemand die nadacht over radio als medium en die altijd weer een formule zocht, om de luisteraar met het beste te bedienen. Die uitdaging werd zijn passie en uiteindelijk een goede reden om met zijn studie als elektronicus te stoppen. Begin jaren zestig won in Nederland de televisie steeds meer terrein, terwijl radio duidelijk een passief beluisterd medium werd, dat steeds vaker aanstond tijdens allerlei andere bezigheden. Ad Roland noemde dit de eerste transitie naar een nieuwe luisterbehoefte.
Vanaf 1969 tot nazomer 1974 was hij als producer en presentator aan de zijde van NOS-radiobaas Joop de Roo te vinden. Onder andere was hij in dat verband betrokken bij programma's van Joost den Draaijer en Felix Meurders op Hilversum 3. Begin jaren zeventig was Ad Roland onder meer verantwoordelijk voor het programma Proefdraaien. In dit NOS-programma, dat wekelijks live op Hilversum 3 werd uitgezonden, kregen potentiële radiotalenten een kans hun kunnen te tonen. Frits Spits maakte medio 1973 in Rolands programma Proefdraaien zijn radiodebuut.

### Mislukte start van Radio Northsea
Eind 1969 nam hij voor Erwin Meister en Edwin Bollier van de toekomstige zeezender Radio Northsea International (RNI), kerstprogramma’s op, die nooit zijn uitgezonden. Het was de bedoeling dat RNI haar uitzendingen voor kerst 1969 zou beginnen, maar vanwege financiële problemen liep dat anders. De beginnende zeezender kon in het geheim bij Bull Verweij van Radio Veronica geld lenen, op voorwaarde dat er geen Nederlandstalige uitzendingen zouden plaatsvinden. Die kwamen er in eerste instantie (1970) ook niet en daarmee eindigde de samenwerking van Ad Roland met de Zwitsers en de heren Meister en Bollier.

### Ad Petersen vanaf de M.V. Mi Amigo
Al vanaf 1967 had Ad Roland contacten met de Radio Caroline-organisatie, onder meer met Chris Carey, een van de assistenten van eigenaar Ronan O'Rahilly. Daaruit kwam contact met Sylvain Tack voort, die eind 1973 medewerkers zocht voor zijn nieuwe Vlaamse radiostation Mi Amigo. Terwijl Ad bij de officiële Nederlandse publieke omroep / NOS werkzaam bleef, adviseerde hij in 1973 het management van Radio Mi Amigo en presenteerde hij vanaf begin 1974 onder de naam Ad Petersen daar iedere week de Joepie Top 50. Hij nam de programma’s vooraf op in zijn eigen productiestudio te Culemborg. Eind augustus 1974 werd medewerking aan een zeezender illegaal verklaard door een wijziging in de Nederlandse wetgeving. Voor Ad kwam daarmee een einde aan zijn zeezender-avontuur, voornamelijk vanwege zijn "legale" werkzaamheden voor de publieke omroep in Hilversum.

### TROS
Ad Roland werd in de zomer van 1974 door Hugo van Gelderen, de toenmalig radio directeur en dj van TROS Hilversum 3, gevraagd om voor deze omroep te komen werken. Ingaande donderdag 3 oktober 1974 werd hij samen met Ferry Maat (ex Radio Noordzee) en Tom Mulder (ex Radio Veronica), bij de kersverse A-omroep TROS een van de dj's van de befaamde TROS-donderdag, aanvankelijk alleen nachtuitzendingen en als invaller maar vanaf 1976 ook overdag, die vanaf die datum t/m 28 november 1985 zou uitgroeien tot De beste dag op 3, de best beluisterde radiodag op Hilversum 3. Ad Roland presenteerde onder meer het ochtendprogramma Krieken met Adje op Hilversum 1 en vanaf 1 december 1985 t/m september 1988 op Radio 2, waarmee hij op de vroege ochtend zeer populair werd bij met name vrachtwagenchauffeurs. Het was het enige programma in de geschiedenis van de Nederlandse radio, dat via het toenmalige communicatiemiddel van de truckers, het zogenaamde 27 Mc.-Bakkie, live in de uitzending contact had met de chauffeurs. In zijn 14-jarige loopbaan bij TROS-radio presenteerde hij naast Krieken met Adje onder andere de Nederlandstalige Top 10, Nederlands Hitwerk, de Polderpopparade, de Gouden Uren en een van de best beluisterde radioprogramma's dat de TROS ooit uitzond, de TROS Europarade. Met 3.237.000 luisteraars was dit programma volgens het NOS-kijk en luisteronderzoek het op één na best beluisterde radioprogramma van de twintigste eeuw in Nederland, na de Nederlandse Top 40 met dj Ferry Maat, tussen 3 oktober 1974 en 20 mei 1976 uitgezonden door de TROS op Hilversum 3 (3,5 tot 4 miljoen luisteraars) en als derde een uitzending van de Nationale Hitparade door de NOS in 1977 (3,3 miljoen luisteraars), eveneens op Hilversum 3.

### Ad Roland Media Services
Waar in Nederland commerciële radio in de jaren tachtig nog in de ban bleef, veranderde midden jaren tachtig het radiolandschap in het buitenland snel. In Duitsland bijvoorbeeld, waar de mediawet was gewijzigd, kregen commerciële regionale en lokale radio-initiatieven de kans een licentie te bemachtigen. Met zijn kennis en internationale contacten werd Ad om advies en medewerking gevraagd. Voor een commercieel radiostation was het van groot belang de luisteraars goed te bedienen en vast te houden en daarmee adverteerders te werven. Dat vroeg om een visie en know-how en al snel ontwikkelde Ad Roland zich tot consultant. Om dit naast zijn radioactiviteiten in Hilversum zakelijk correct te kunnen realiseren, had hij in 1985 "Ad Roland Media" opgericht. Op 1 juli 1986 startte in Duitsland Radio Schleswich-Holstein (RSH) haar uitzendingen. Het relatief kleine RSH-team van dertig radiopresentatoren en journalisten plus dertig andere medewerkers wist mede dankzij Ad Roland binnen een paar maanden een groot marktaandeel te verwerven ten koste van de officiële staatsomroep NDR. Zo'n 70% van die NDR-luisteraars luisterden nu naar de nieuwe marktleider RSH. Dit succes maakte, dat Ad Rolands knowhow ook elders gevraagd werd bij het opzetten van nieuwe radiostations. De stations waarbij hij betrokken was, werden vrijwel allemaal marktleider en dat viel op. Het blad Der Spiegel bijvoorbeeld, besteedde in een artikel ruim aandacht aan zijn activiteiten en beschreef Roland als "Meister im Sendungs-Bewußtsein". Ook bezochten later meerdere buitenlandse omroepen Hilversum, waaronder de Duitse ARD-televisie, om een reportage over de werkzaamheden van Ad Roland te maken.

### Vertrek bij de TROS
Zijn werk bij Ad Roland Media viel niet meer te combineren met zijn radioprogramma's bij de TROS. Begin 1986 diende hij zijn ontslag in en sprak met de directie af, dat hij stap voor stap zijn activiteiten voor de Tros zou afbouwen. Zijn laatste uitzending was via Radio 2 op vrijdag 30 september 1988 te beluisteren.

### European Media Services
In het buitenland en met name in Duitsland werd Ad Roland gezien als radiopionier en Veronica Magazine omschreef hem als "de radiodokter van Europa". Na het succes van RSH volgden nieuwkomers als Radio F (Neurenberg), Radio Charivari (Beieren), Radio NRW (Noordrijn-Westfalen) Radio FFH (Hessen), Antenne Eins (Stuttgart), Radio Brocken enzovoort. Eind jaren negentig waren zo'n 42 radiostations tussen de Noordzee en de Alpen door Ad Roland en zijn team op weg geholpen. Ook was Roland vanaf  1988 tot medio 2012 betrokken bij de samenstelling en uitzending van de Eurochart Hot 100 vanuit zijn eigen radio studios.
Als zelfstandig consultant adviseerde hij tevens radiostations in Spanje, België, het Verenigd Koninkrijk, Ierland, Duitsland, Oostenrijk, Zwitserland, Tsjechië, Scandinavië én Nederland. Met zijn "European Media Services" fungeerde hij als sparringpartner van het management, leidde medewerkers op tot programmamaker, ontwikkelde samen met de klant het marketingplan, het programmaformat en het muziekformat. Dat opleiden gebeurde sinds 1985 eerst in zijn eigen studio's op zijn verblijf "Davidshof" te Beusichem en later (vanaf 1993) in het nieuwe bedrijfspand te Hilversum.
In 1988 was Sky Radio als quasi-buitenlandse commerciële zender (via een U-bochtconstructie) een der eersten die via het begeerde kabelnet toegang kreeg tot de Nederlandse radiomarkt. Sky schakelde Ad Roland in voor de opbouw van het muziekformat. Het werd een relatie van vele jaren.
Begin van de jaren negentig veranderde in Nederland voorzichtig het radioklimaat en kregen ook Nederlandse commerciële stations wat ruimte. Er ontstond uiteindelijk meer keus in het Radiolandschap en dus ook meer concurrentie. Dat bemerkten niet alleen de landelijke publieke en commerciële radiozenders, maar ook de regionale en lokale radiozenders. In 1992 organiseerde Ad Roland Media speciaal voor de lokale omroepen het symposium "Holland Lokaal '92". Er volgden daarna nog diverse seminars en symposia.

### Onderzoek
Naar luistergedrag werd onder leiding van Ad Roland aanvankelijk onderzoek gedaan met behulp van degelijke bureaus zoals Intomart, maar met hun onderzoeksmethodes konden specifieke vragen onvoldoende beantwoord worden. Roland ontwikkelde in 1994 eigen computersoftware om dankzij nieuwe technische toepassingen betere informatie te kunnen verzamelen. Zo kregen voortaan alle geënquêteerden geluidsfragmenten via de telefoon te horen, die rechtstreeks door een computer werden afgespeeld. Bijna iedere vraag was aan een geluidsfragment gekoppeld. Dankzij deze technische vernieuwing werden er tevens nieuwe methodes voor onderzoek mogelijk, met meer realistische uitkomsten, waardoor de luistergewoonten veel beter in beeld kwamen. Men kon nu zeer exact onderzoeken wat radioluisteraars wilden horen en wat de reden was om af te stemmen op een zender. Omdat de vraag naar onderzoek enorm toenam, verplaatste Ad Roland Media zijn onderzoeksactiviteiten begin 1996 naar "The Audience Profile Company", een nieuw bedrijf met callcenters in Nederland, Duitsland en Oostenrijk. In 1997 maakte Ad onderzoek naar Visual Transfer mogelijk, een spraakmakend onderzoek dat bij menig radiostation voor meer omzet zorgde. Het onderzoek bewees dat de spraak en muziek van tv-spots bij de radioluisteraars de beelden opriepen van de tv-spots die ze gezien hadden. Met weinig extra budget zorgde het plaatsen van de tv-soundtrack op de radio, voor veel meer impact van diezelfde spot.

### In Nederland
In het voorjaar van 1996 was Radio Utrecht een van de Nederlandse klanten. Deze regionale zender onderging na onderzoek een facelift en zag onder de nieuwe naam Radio M haar marktaandeel in twee maanden stijgen van vijf naar tien procent. Verder maakten destijds in Nederland onder andere Sky Radio, Radio 538, Radio Noordzee Nationaal, Radio Gelderland, HitRadio Veronica, Radio 2 en Radio 3FM gebruik van Rolands diensten.

### Media Tools en Het MaxX Music concept
Sky Radio was in 1988 het eerste Nederlandse station dat met radio-automatisering on-air ging en Ad Roland had ook al snel een paar stations in Duitsland geautomatiseerd. Dit betekende dat steeds meer programmamakers met digitale apparatuur moesten leren omgaan. Om het werken met die "moderne" digitale techniek goed te kunnen begeleiden, werd door Ad Roland in 1993 Media Tools opgericht. Toen men in 1997 met de ontwikkeling van de MaxX Music-speler startte, werden deze activiteiten ook bij Media Tools ondergebracht. Eigenlijk was het apparaat – net als radio – bedoeld om exact te kunnen onderzoeken naar welk type muziek de consumenten privé luisterden, maar men kreeg destijds de muziekrechten voor het gebruik van de MaxX Music speler door consumenten niet rond. Er was wel een licentie te verkrijgen voor de professionele gebruiker en dus werd het apparaat verder ontwikkeld voor professioneel gebruik. Het werd in 1999 op de markt gebracht. In het inmiddels gepatenteerde apparaat werden in het begin 45 en later meer dan 140 verschillende non-stop muziek-formats aangeboden. Deze programma's werden net zoals bij de radio, door de muziekredactie van Ad Roland samengesteld. Bij de gebruikers maakte deze digitale muziekservice al snel het cassettedeck en de cd-speler overbodig. Media Tools bracht in verloop van tijd acht verschillende muzieksystemen op de markt, van simpel tot geavanceerd. Veel van de voor die tijd zeer unieke systemen, stonden sinds 1998 vrijwel continu in contact met de servers van Media Tools. Toen reeds kon een abonnee bij Media Tools binnen een paar minuten iedere gewenste titel downloaden en daarmee een eigen muziekprogramma samenstellen. Providers als Spotify bestonden toen nog niet.

### Etherveiling
2003 was een druk jaar. Ad Roland Media verzorgde toen in opdracht van de Sky Radio Group de inschrijvingen voor de Nederlandse etherveiling. Sky Radio wist daarmee twee kavels binnen te halen, een voor Sky Radio en een voor de "Gouwe Ouwe Zender". Voor wat betreft de invulling van dit laatste kavel werd later een deal met Veronica gemaakt.

### Het panel
Rond 2006 startte Roland met een panel van ruim 800 aangesloten horecaondernemers om de wensen en het gebruik van muziek in deze sector te onderzoeken. Dit initiatief van hem leverde veel informatie op die later van groot belang bleek te zijn voor de rechtenorganisaties Buma/Stemra en Sena. Roland legde exact vast dat er een significant verschil bestond tussen de gedraaide titels op de radio en de titels die in de horeca werden gedraaid. Het was toen gangbaar dat men voor het gebruik van muziek in de horeca de inkomsten verdeelde op basis van wat er op de radio werd gespeeld. Door de gegevens van het horeca-panel toe te passen, konden Buma/Stemra en Sena de repartitie-inkomsten uit de horeca beter en eerlijker verdelen onder de rechthebbende componisten en artiesten.
In 2008 begon Roland met zijn laatste project, de ontwikkeling van zijn nieuwste streamingdienst MaxX-TraxX, die hij in 2011 in bedrijf nam.
Met het zeventigste levensjaar in zicht ging Roland op zoek naar overnamekandidaten voor zijn bedrijfsactiviteiten. Die vond hij in 2015 in België en Canada. Ad Roland wordt in binnen- en buitenland geroemd om zijn verdiensten op het gebied van radio.

## Koninklijke onderscheiding
Ad Roland werd in 2020 benoemd tot ridder in de Orde van de Nederlandse Leeuw. Hij kreeg voor zijn veelzijdig en baanbrekend werk voor de radio-industrie en voor zijn grote verdiensten als programmamaker en radioconsultant in binnen en buitenland, de hoogste civiele ridderorde die men in Nederland kent.

## Trivia
- Roland nam altijd afscheid van zijn luisteraars met de woorden Bye bye zwaai zwaai.